# Peribaea vidua
Peribaea vidua là một loài ruồi trong họ Tachinidae.